# Palaminy
Palaminy is een gemeente in het Franse departement Haute-Garonne (regio Occitanie) en telt 629 inwoners (1999). De plaats maakt deel uit van het arrondissement Muret.

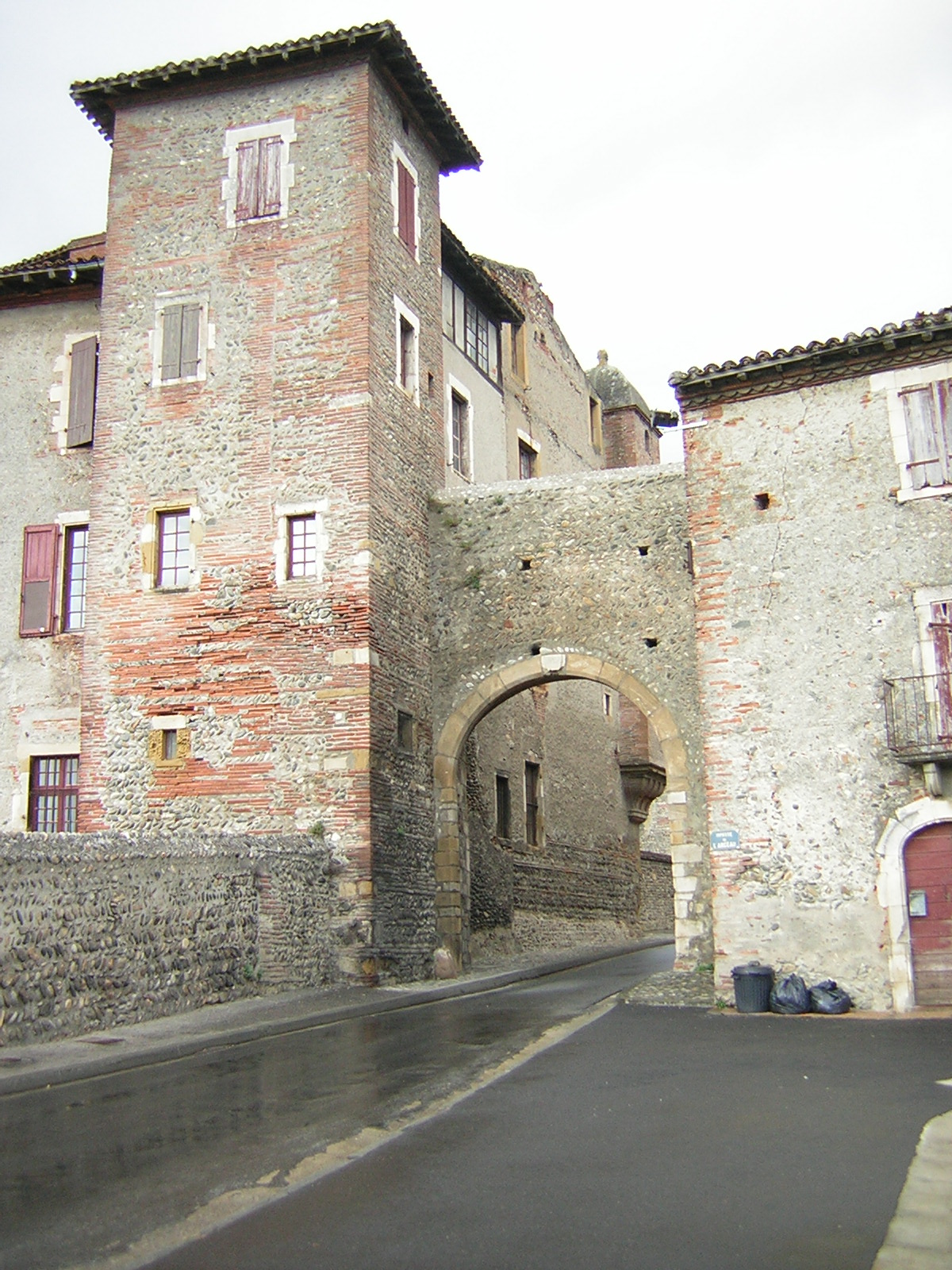

## Geografie
De oppervlakte van Palaminy bedraagt 11,1 km², de bevolkingsdichtheid is 56,7 inwoners per km².

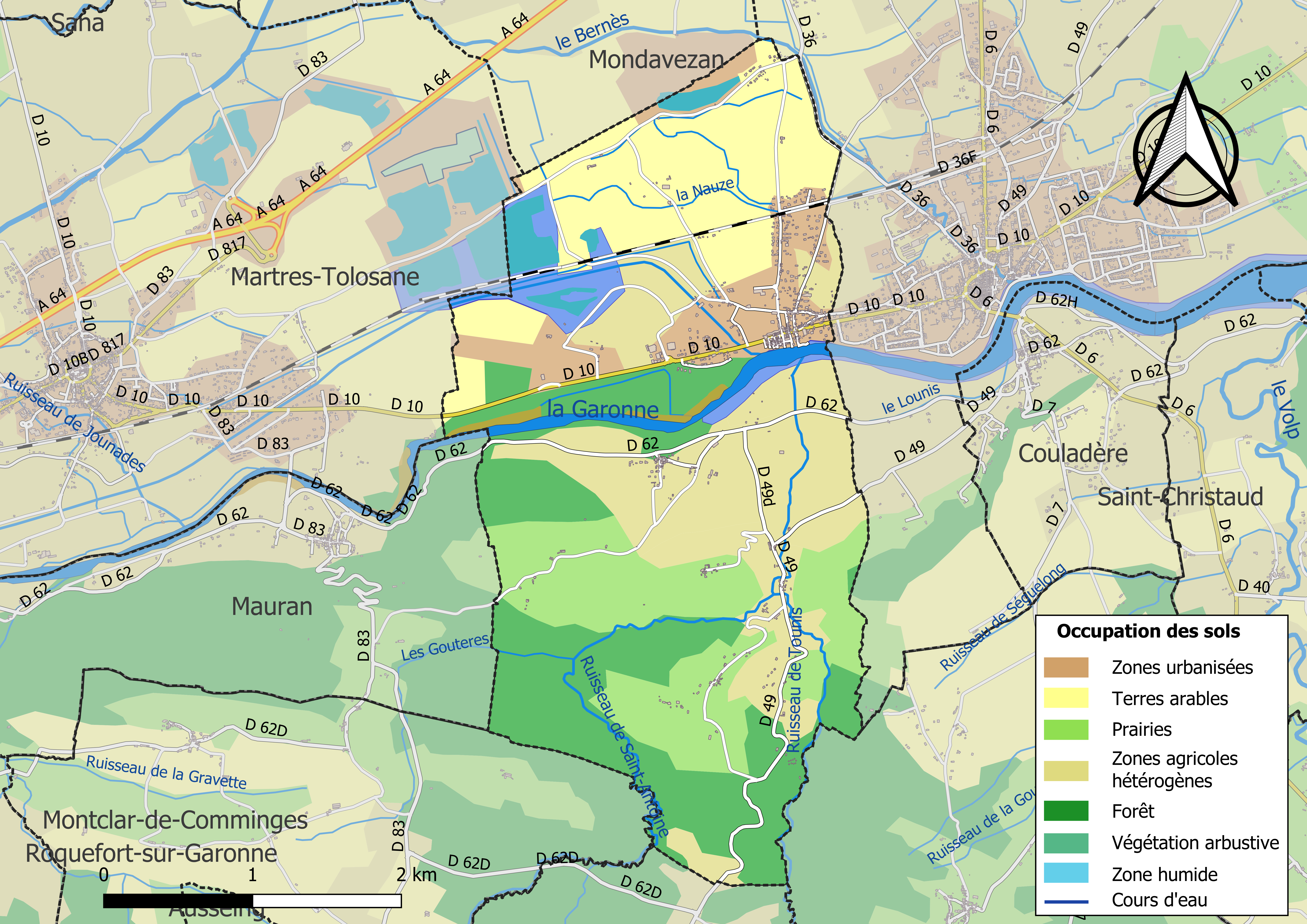
kaart van de gemeente met de belangrijkste infrastructuur, bodemgebruik en omliggende gemeenten

## Demografie
Onderstaande figuur toont het verloop van het inwonertal (bron: INSEE-tellingen).